# Trochosa albomarginata
Trochosa albomarginata är en spindelart som först beskrevs av Roewer 1960.  Trochosa albomarginata ingår i släktet Trochosa och familjen vargspindlar.
Artens utbredningsområde är Zimbabwe. Inga underarter finns listade i Catalogue of Life.